# Дискографія Тоні Єйо
Тоні Єйо — американський репер, учасник гурту G-Unit. Нижче наведено його сольну дискографію.

## Студійні альбоми
| Назва                                                                  | Деталі альбому                                                                                 | Найвищі чартові позиції | Найвищі чартові позиції | Найвищі чартові позиції | Найвищі чартові позиції | Найвищі чартові позиції | Найвищі чартові позиції | Найвищі чартові позиції | Найвищі чартові позиції | Найвищі чартові позиції | Найвищі чартові позиції |
| Назва                                                                  | Деталі альбому                                                                                 | США                     | US R&B                  | US Rap                  | CAN                     | Франція                 | Німеччина               | Ірландія                | Нова Зеландія           | Швейцарія               | Велика Британія         |
| ---------------------------------------------------------------------- | ---------------------------------------------------------------------------------------------- | ----------------------- | ----------------------- | ----------------------- | ----------------------- | ----------------------- | ----------------------- | ----------------------- | ----------------------- | ----------------------- | ----------------------- |
| Thoughts of a Predicate Felon                                          | - Випущений: 30 серпня 2005 - Лейбл: G-Unit, Interscope - Формат: CD, LP, цифрове завантаження | 2                       | 2                       | 2                       | 3                       | 50                      | 34                      | 23                      | 38                      | 58                      | 41                      |
| «—» означає, що запис не потрапив до чарту чи не був виданий у країні. |                                                                                                |                         |                         |                         |                         |                         |                         |                         |                         |                         |                         |

## Мікстейпи
| Рік  | Назва                                                                |
| ---- | -------------------------------------------------------------------- |
| 2005 | - Raw and Uncut - Випущений: 2 травня 2005                           |
| 2008 | - S.O.D. - Випущений: 29 вересня 2008                                |
| 2008 | - Black Friday - Випущений: 14 листопада 2008                        |
| 2008 | - Bloody Xmas - Випущений: 25 грудня 2008                            |
| 2009 | - The Swine Flu - Випущений: 26 травня 2009                          |
| 2009 | - The Swine Flu 2 - Випущений: 10 червня 2009                        |
| 2009 | - Public Enemies - Випущений: 21 липня 2009                          |
| 2009 | - Gangsta Paradise - Випущений: 25 серпня 2009                       |
| 2010 | - Gunpowder Guru - Випущений: 1 лютого 2010                          |
| 2010 | - Gunpowder Guru 2: The Remixes - Випущений: 22 березня 2010         |
| 2010 | - Hawaiian Snow (разом з Денні Брауном) - Випущений: 14 вересня 2010 |
| 2011 | - Gunpowder Guru 3 - Випущений: 17 березня 2011                      |
| 2011 | - El Chapo - Випущений: 4 травня 2011                                |
| 2011 | - Meyer Lansky - Випущений: 3 серпня 2011                            |
| 2011 | - Gunpowder Guru 4 - Випущений: 15 вересня 2011                      |
| 2012 | - El Chapo 2 - Випущений: 14 лютого 2012                             |
| 2012 | - Sex, Drugs, & Hip-Hop - Випущений: 30 липня 2012                   |
| 2013 | - Godfather of the Ghetto - Випущений: 28 червня 2013                |
| 2015 | - The Great Escape: El Chapo 3 - Випущений: 13 листопада 2015        |

| Назва                                                                  | Рік  | Найвищі чартові позиції | Найвищі чартові позиції | Найвищі чартові позиції | Найвищі чартові позиції | Найвищі чартові позиції | Альбом                        |
| Назва                                                                  | Рік  | США                     | US R&B                  | US Rap                  | Ірландія                | Велика Британія         | Альбом                        |
| ---------------------------------------------------------------------- | ---- | ----------------------- | ----------------------- | ----------------------- | ----------------------- | ----------------------- | ----------------------------- |
| «So Seductive» (з участю 50 Cent)                                      | 2005 | 48                      | 7                       | 12                      | 22                      | 28                      | Thoughts of a Predicate Felon |
| «Drama Setter» (з участю Eminem та Obie Trice)                         | 2005 | —                       | 34[A]                   | —                       | —                       | —                       | Thoughts of a Predicate Felon |
| «Curious» (з участю Joe)                                               | 2005 | —                       | 85                      | —                       | —                       | —                       | Thoughts of a Predicate Felon |
| «I Know You Don't Love Me» (з участю G-Unit)                           | 2005 | —                       | 105                     | —                       | —                       | —                       | Thoughts of a Predicate Felon |
| «Pass the Patron» (з участю 50 Cent)                                   | 2010 | —                       | —                       | —                       | —                       | —                       | —                             |
| «Haters» (з участю 50 Cent, Shawty Lo та Roscoe Dash)                  | 2011 | —                       | 112                     | —                       | —                       | —                       | —                             |
| «—» означає, що запис не потрапив до чарту чи не був виданий у країні. |      |                         |                         |                         |                         |                         |                               |

| Назва                                                    | Рік  | Найвищі чартові позиції | Альбом            |
| Назва                                                    | Рік  | US R&B                  | Альбом            |
| -------------------------------------------------------- | ---- | ----------------------- | ----------------- |
| «Pockets on Swole» (Nutso з участю Tony Yayo та Maino)   | 2010 | —                       | Guilty Your Honor |
| «Don't Cross Me» (Ron Browz з участю Karty та Tony Yayo) | 2011 | —                       |                   |
| «You See Me» (K-Fonk з участю Tony Yayo)                 | 2011 | —                       |                   |
| «I Just Wanna» (50 Cent з участю Tony Yayo)              | 2012 | 60                      | The Big 10        |

| Назва    | Рік  | Найвищі чартові позиції | Альбом                        |
| Назва    | Рік  | US R&B                  | Альбом                        |
| -------- | ---- | ----------------------- | ----------------------------- |
| «Pimpin» | 2005 | 66                      | Thoughts of a Predicate Felon |

| Рік  | Назва                                            | Режисер                       |
| ---- | ------------------------------------------------ | ----------------------------- |
| 2005 | «So Seductive» (з уч. 50 Cent)                   | Ґіл Ґрін                      |
| 2005 | «Curious» (з уч. Joe)                            | Fat Cats                      |
| 2005 | «I Know You Don't Love Me» (з уч. G-Unit)        | Ґіл Ґрін                      |
| 2007 | «Stick Up» (з уч. Snoop та Mazaradi Fox)         |                               |
| 2008 | «Do It Right» (з уч. Max B та French Montana)    | Рон Едкінс                    |
| 2008 | «Face Off (Remix)» (з уч. Cory Gunz та Ransom)   | Рон Едкінс                    |
| 2008 | «Swagga Like Us»                                 |                               |
| 2008 | «Black Friday»                                   | Рон Едкінс                    |
| 2008 | «Smoke Break»                                    |                               |
| 2008 | «Preach On»                                      | Крістофер «Broadway» Ромеро   |
| 2008 | «Shooters for Hire» (з уч. Uncle Murda)          |                               |
| 2009 | «Die Slow»                                       | Крістофер «Broadway» Ромеро   |
| 2009 | «Somebody Snitched on Me»                        | Енді Бенні, Джеймс Дель Ґатто |
| 2009 | «They Hate»                                      | Ден «The Man» Меламід         |
| 2009 | «Candy Man»                                      | Дівайн Дейві                  |
| 2009 | «Weed and Hennessy»                              |                               |
| 2009 | «718 to 305» (з уч. Jolly Green та Louie Castro) | Енді Бенні                    |
| 2009 | «Roll It Up»                                     | Корентін «Frenchy» Віллемер   |
| 2009 | «Swamp Nigga»                                    |                               |
| 2010 | «Bullets Whistle»                                | Дауд Ґестон                   |
| 2010 | «King of the Pyrex»                              |                               |
| 2010 | «The Wall»                                       | Крістофер «Broadway» Ромеро   |
| 2010 | «Everywhere We Go»                               | Корентін «Frenchy» Віллемер   |
| 2010 | «The Price»                                      | Крістофер «Broadway» Ромеро   |
| 2010 | «Obama»                                          | 50 Cent                       |
| 2010 | «Pass the Patron» (з уч. 50 Cent)                | Джеймс «Latin» Кларк          |
| 2011 | «Based» (з уч. Lil B)                            |                               |
| 2011 | «Twitter Gangstas»                               |                               |
| 2011 | «Tiger Blood» (з уч. Uncle Murda та Lucky Don)   | Jynx Millionaire              |
| 2011 | «Body Bag» (з уч. Mobb Deep)                     | Jynx Millionaire              |
| 2011 | «Domepiece»                                      | Jynx Millionaire              |
| 2011 | «Never Lie»                                      | Jynx Millionaire              |
| 2011 | «Haters» (з уч. 50 Cent, Shawty Lo та Kidd Kidd) | Mr. Boomtown                  |
| 2012 | «Flexxin»                                        | Релл Реззз                    |